# 板寺山
山西板寺山，又稱作阪泉山，是中國山西太原的一座山。属于系舟山脉，海拔1760公尺。
因其後山腰的聖母堂而成為天主教的朝圣地。在太原，天主教聖地北有板寺山，南有洞儿沟圣母七苦山。板寺山圣母堂全名为阪泉山天神之后博俊古辣圣殿，除教堂外，尚有其它附属房屋和窑洞。